# Большой Колпак (скала)
Большой Колпак — скала на правом берегу реки Белой в Иглинском районе Башкортостана, в полутора километрах на северо-запад от села Охлебинино. Поблизости находятся Охлебининская гипсовая пещера и Охлебининский археологический комплекс. Вместе со скалой Малый Колпак, относится к Охлебининским скалам — Колпакам.

## Характеристика
Представляет собой живописную отвесную скалу выступающую из воды; в геологическом плане — естественный разрез карбонатно-сульфатного литофационного комплекса отложений Иреньской свиты Кунгурского яруса Пермской системы. Скальные обнажения приурочены к Рязано-Охлебининскому валу. Скала сложена гипсами и ангидритами с прослойками доломитов, в которых выявлены разнообразные брахиоподы.
Над скалой распространены смешанные широколиственные леса и небольшие участки остепнённых лугов с ковылем перистым. В лесах встречается редкое реликтовое растение — лазурник трехлопастной.

## Статус
Cкала является региональным памятником природы, имеющим научное, учебное, природоохранное и рекреационное значение.